# GP Eco-Struct
De GP Eco-Struct is sinds 2020 een eendaagse wielerkoers op de UCI-kalender voor elite vrouwen met een 1.1 classificatie in de Belgische provincie Oost-Vlaanderen. Van 2016-2019 werd de koers viermaal verreden als amateurwedstrijd.

## Edities
2020
Op maandag 31 augustus 2020 werd de als GP Euromat – Ecostruct verreden koers gehouden op een parcours van 8,1 kilometer dat 15 keer moest worden afgelegd met Schellebelle als start- en finishplaats. Deze editie werd gewonnen door de Nederlandse Lorena Wiebes. Dit jaar had de wedstrijd een 1.2-classificatie.
2021
Op zaterdag 8 mei 2021 werd de tweede editie verreden als de GP Eco-Struct - Quality Select Cars. Vanwege wegwerkzaamheden in Schellebelle is voor de deze editie uitgeweken naar Wichelen als start- en finishplaats waarbij een parcours van 11,2 kilometer was uitgezet dat 11 keer moest worden gerond. Wiebes won ook deze editie.
2022
Op zaterdag 7 mei 2022 werd de tot 1.1 opgewaardeerde wedstrijd onder de sponsornaam GP Eco-Struct - Thompson - Security Tools verreden. Het uitgezette parcours, met wederom Wichelen als start- en finishplaats, omvatte een grote lus van 21,6 kilometer dat vijfmaal werd gerond aansluitend met een kleine lus van 7,1 kilometer dat viermaal werd gerond. Deze editie werd gewonnen door de Nederlandse Charlotte Kool, ploeggenote van tweevoudig winnares Wiebes die zelf derde werd.
2023
In 2023 werd de wedstrijd op 6 mei ook als de GP Eco-Struct - Thompson - Security Tools verreden, deze editie met Schellebelle als start- en finishplaats. Het parcours omvatte een grote lus (22,7 km) van vijf ronden en een plaatselijke lus (8,4 km) van drie ronden, in totaal 138,8 kilometer. De Deense Amalie Dideriksen zegevierde.
2024
In 2024 werd de wedstrijd op 4 mei ook als de GP Eco-Struct - Thompson - Security Tools verreden, met Schellebelle als start- en finishplaats.  Deze editie omvatte het parcours een grote lus van 22,5 kilometer dat zesmaal (135 km) gerond moest worden. De Italiaanse Chiara Consonni won deze editie.
2025
In 2025 werd de GP Schellebelle onder de sponsornaam GP Immo Zone/Vloer- en chapewerken Smetryns verreden op zaterdag 3 mei over zes ronden van 22,5 kilometer. Tevens maakte de wedstrijd voor het eerst onderdeel uit van de Lotto Belgium Cup voor vrouwen.

## Erelijst
| Jaar | Datum | KM    | Eerste             | Tweede             | Derde               |
| ---- | ----- | ----- | ------------------ | ------------------ | ------------------- |
| 2016 | 30-04 | 85,4  | Paola Muñoz        | Laura Vainionpää   | Else Belmans        |
| 2017 | 06-05 | 85,4  | Monique van de Ree | Lisa Küllmer       | Evelien Debboudt    |
| 2018 | 05-05 | 91,5  | Sanne Bouwmeester  | Kylie Waterreus    | Demi Vollering      |
| 2019 | 04-05 | 97,0  | Jessy Druyts       | Arianna Pruisscher | Minke Bakker        |
|      |       |       |                    |                    |                     |
| 2020 | 31-08 | 121,5 | Lorena Wiebes      | Charlotte Kool     | Susanne Andersen    |
| 2021 | 08-05 | 123,2 | Lorena Wiebes      | Susanne Andersen   | Amber van der Hulst |
| 2022 | 07-05 | 136,4 | Charlotte Kool     | Rachele Barbieri   | Lorena Wiebes       |
| 2023 | 06-05 | 138,8 | Amalie Dideriksen  | Lara Gillespie     | Mirre Knaven        |
| 2024 | 04-05 | 135,0 | Chiara Consonni    | Anniina Ahtosalo   | Daria Pikulik       |
| 2025 | 03-05 | 135,0 | Julie Stockman     | Jesse Vandenbulcke | Puck Langenbarg     |

Overwinningen per land
| Overwinningen | Land                              |
| ------------- | --------------------------------- |
| 5             | Nederland                         |
| 1             | België, Chili, Denemarken, Italië |